# 闘穀於菟
闘 穀於菟（とう こくおと／とう こうおと、生没年不詳）は、中国春秋時代の楚の公族で宰相（令尹）。姓は羋、氏は闘、諱は穀於菟（穀は乳、於菟は虎）、字は子文。楚の君主の若敖の子の闘伯比の子。清廉で知られ、楚屈指の賢相といわれる。以下、子文の名で記す。

## 概要
闘伯比が鄖子の娘と密通して、子文が生まれた。娘は子文を雲夢沢の中に捨てたが、狩りに出た鄖子が虎に育てられた子文を見つけ、娘が育てることを許したとされる。
成王8年（紀元前664年）、令尹に抜擢されると、私財を投じて楚の財政を救った。成王は、貧乏で食いつなげなくなった子文のために何度か俸禄を増やそうとしたが、そのたびに子文が下野し、取り消すと戻ってきたので、遂には諦めたという。代わりに、子文が登朝するたびに肉の干物一束と朝飯一籠が贈られ、この習慣はのちに楚の令尹に受け継がれていくようになった。
弟の闘子良の子の闘椒（子越）が生まれた際に「必ずこの子を殺しなさい。姿は熊や虎のようで、声は山犬や狼のようである。きっと我々、若敖氏に害をなすだろう」と言ったが、子良は聞き入れなかった。
臨終の際には一族を集めて「子越が政治を執るようになったら、楚を離れて難を逃れるようにせよ」と遺言し、「若敖氏の霊魂は餓えることになるだろう」と泣きながら、若敖氏の滅亡を予言した。
子文の死後、子越は予言されたとおり、名君荘王に叛いて若敖氏を滅亡させた。しかし、荘王は「あの子文の家系が途絶えたとあっては、私は人に善行を勧めることができなくなる」と言って、国外にいて乱に加担しなかった一族の闘克黄に跡を継がせた。

## 史料
『春秋左氏伝』荘公30年、僖公5・7・20・23・27年、宣公4年
『論語』公冶長